# Museu Fonck

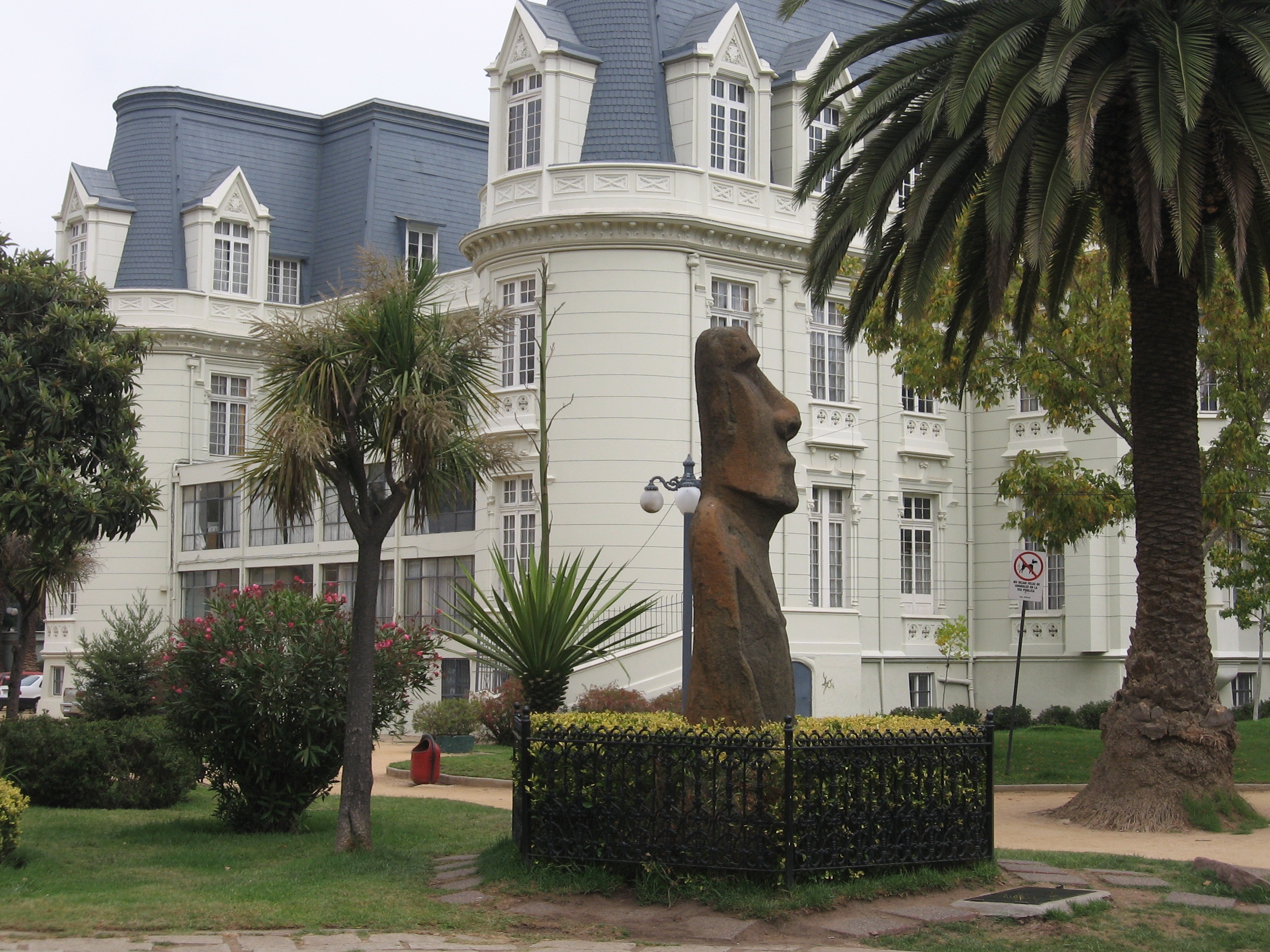
Museu Fonck.

O Museu Fonck (nome oficial: Museu de Arqueologia e História Francisco Fonck) é um museu localizado na Calle 4 Norte 784 com 1 Oriente, Viña del Mar, Valparaíso, no Chile.

## História
Em 25 de novembro de 1937 foi inaugurado. O nome é em homenagem a Francisco Fonck, médico alemão, explorador e político do Chile, que se destacou na exploração do sul do Chile. Há peças das culturas primitivas do norte, centro e sul do Chile em exibição: a cultura dos Atacameños, Mapuches e Diaguitas, entre outros, é apresentada. Em 1951, o Museu Fonck trouxe uma estátua monolítica de pedra Moai da Ilha de Páscoa que agora está na entrada do museu. Uma coleção da Ilha de Páscoa foi posteriormente ampliada, uma das mais completas que permite visualizar a cultura e a civilização dos Rapanui. Após o terremoto de 1985, ele mudou sua sede para um novo prédio localizado no Palácio Carrasco.